# Championnat d'Uruguay de football 2005
Navigation
Saison précédente Saison suivante
La saison 2005 du Championnat d'Uruguay de football est la cent-troisième édition du championnat de première division en Uruguay, une édition raccourcie pour permettre de se calquer sur le calendrier européen. Les dix-huit meilleures équipes du pays s’affrontent une seule fois au cours de la saison. Il n’y a ni promotion, ni relégation à la fin de la saison.
C'est le Club Nacional de Football qui est sacré champion d'Uruguay cette saison à la suite du forfait du Defensor Sporting Club, club qu’il devait rencontrer en finale nationale. Il s’agit du 40e titre de champion d'Uruguay de l’histoire du club.

## Qualifications continentales
Le champion d'Uruguay se qualifie pour la Copa Libertadores 2006.

## Les clubs participants
| - Club Atlético Peñarol - Defensor Sporting Club - Club Nacional de Football - Club Sportivo Miramar Misiones - Rocha Fútbol Club - Club Atlético Rentistas - Tacuarembó Fútbol Club - Centro Atlético Fénix - Liverpool Fútbol Club | - Danubio Fútbol Club - CA River Plate - Promu de D2 - Montevideo Wanderers Fútbol Club - Club Atlético Plaza - Paysandú Fútbol Club - Promu de D2 - Club Deportivo Colonia - Club Atlético Cerro - Club Sportivo Cerrito - Rampla Juniors Fútbol Club - Promu de D2 |

## Compétition
Le barème utilisé pour établir le classement est le suivant :
- Victoire : 3 points
- Match nul : 1 point
- Défaite : 0 point

### Classement
| Rang | Équipe                         | Pts | J  | G  | N | P  | Bp | Bc | Diff |
| ---- | ------------------------------ | --- | -- | -- | - | -- | -- | -- | ---- |
| 1    | Club Nacional de Football      | 41  | 17 | 12 | 5 | 0  | 39 | 16 | +23  |
| 2    | Defensor Sporting Club         | 41  | 17 | 12 | 5 | 0  | 33 | 13 | +20  |
| 3    | Club Atlético Peñarol          | 35  | 17 | 10 | 5 | 2  | 28 | 19 | +9   |
| 4    | Danubio Fútbol ClubT           | 28  | 17 | 8  | 4 | 5  | 23 | 16 | +7   |
| 5    | Rocha Fútbol Club              | 25  | 17 | 6  | 7 | 4  | 27 | 21 | +6   |
| 6    | Liverpool Fútbol Club          | 25  | 17 | 7  | 4 | 6  | 26 | 25 | +1   |
| 7    | Club Atlético Rentistas        | 24  | 17 | 6  | 6 | 5  | 30 | 25 | +5   |
| 8    | Club Sportivo Miramar Misiones | 23  | 17 | 7  | 2 | 8  | 33 | 29 | +4   |
| 9    | Montevideo Wanderers           | 23  | 17 | 6  | 5 | 6  | 30 | 33 | -3   |
| 10   | CA River PlateP                | 22  | 17 | 6  | 4 | 7  | 34 | 32 | +2   |
| 11   | Club Sportivo Cerrito          | 21  | 17 | 5  | 6 | 6  | 21 | 19 | +2   |
| 12   | Tacuarembó Fútbol Club         | 21  | 17 | 5  | 6 | 6  | 17 | 18 | -1   |
| 13   | Centro Atlético Fénix          | 19  | 17 | 5  | 4 | 8  | 19 | 26 | -7   |
| 14   | Paysandú Fútbol ClubP          | 14  | 17 | 3  | 5 | 9  | 23 | 34 | -11  |
| 15   | Rampla Juniors Fútbol ClubP    | 14  | 17 | 3  | 5 | 9  | 19 | 31 | -12  |
| 16   | Club Atlético Plaza            | 14  | 17 | 3  | 5 | 9  | 8  | 27 | -19  |
| 17   | Club Atlético Cerro            | 13  | 17 | 3  | 4 | 10 | 20 | 30 | -10  |
| 18   | Club Deportivo Colonia         | 13  | 17 | 3  | 4 | 10 | 15 | 31 | -16  |

|  | Qualification pour la finale pour le titre |
|  | T : Tenant du titre P : Promu de Primera B |

#### Finale pour le titre
Le Club Nacional de Football et le Defensor Sporting Club doivent s’affronter pour désigner le champion d’Uruguay. Cependant, Defensor décide de déclarer forfait, à la suite d'une contestation de l’arbitrage jugé favorable au Nacional lors de la dernière journée de championnat face à Rocha Fútbol Club. Le 6 juillet 2005, le Nacional est déclaré champion d’Uruguay.

## Bilan de la saison
| Championnat d'Uruguay de football 2005 |                                       |
| Champion                               | Club Nacional de Football (40e titre) |
| Qualifications continentales           |                                       |
| Copa Libertadores 2006                 | Club Nacional de Football             |
| Promotions et relégations              |                                       |
| Promus en Primera División             | Aucun                                 |
| Relégués en Primera B                  | Aucun                                 |